# Adventsstjärna

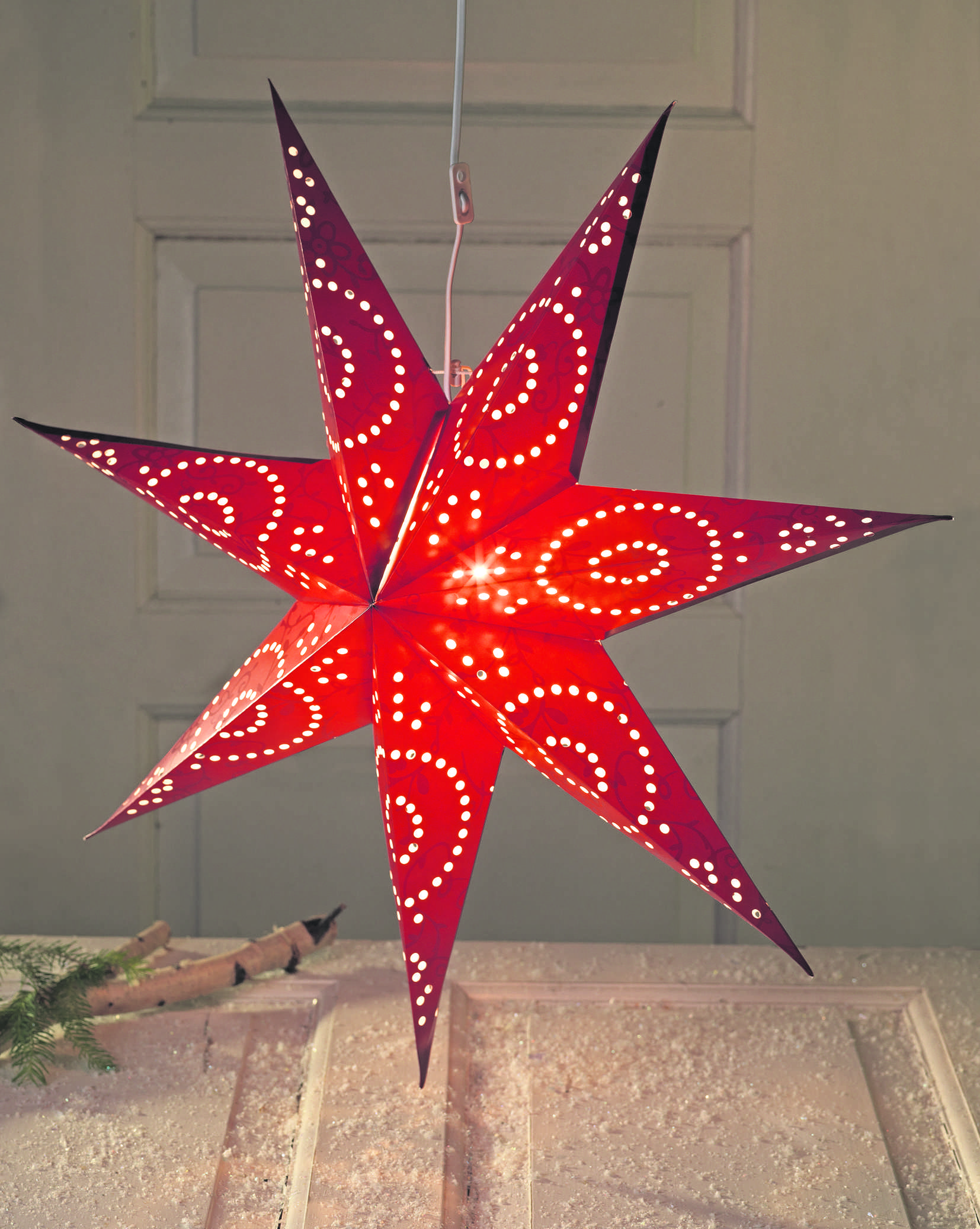
En sjuuddad julstjärna i Sverige.

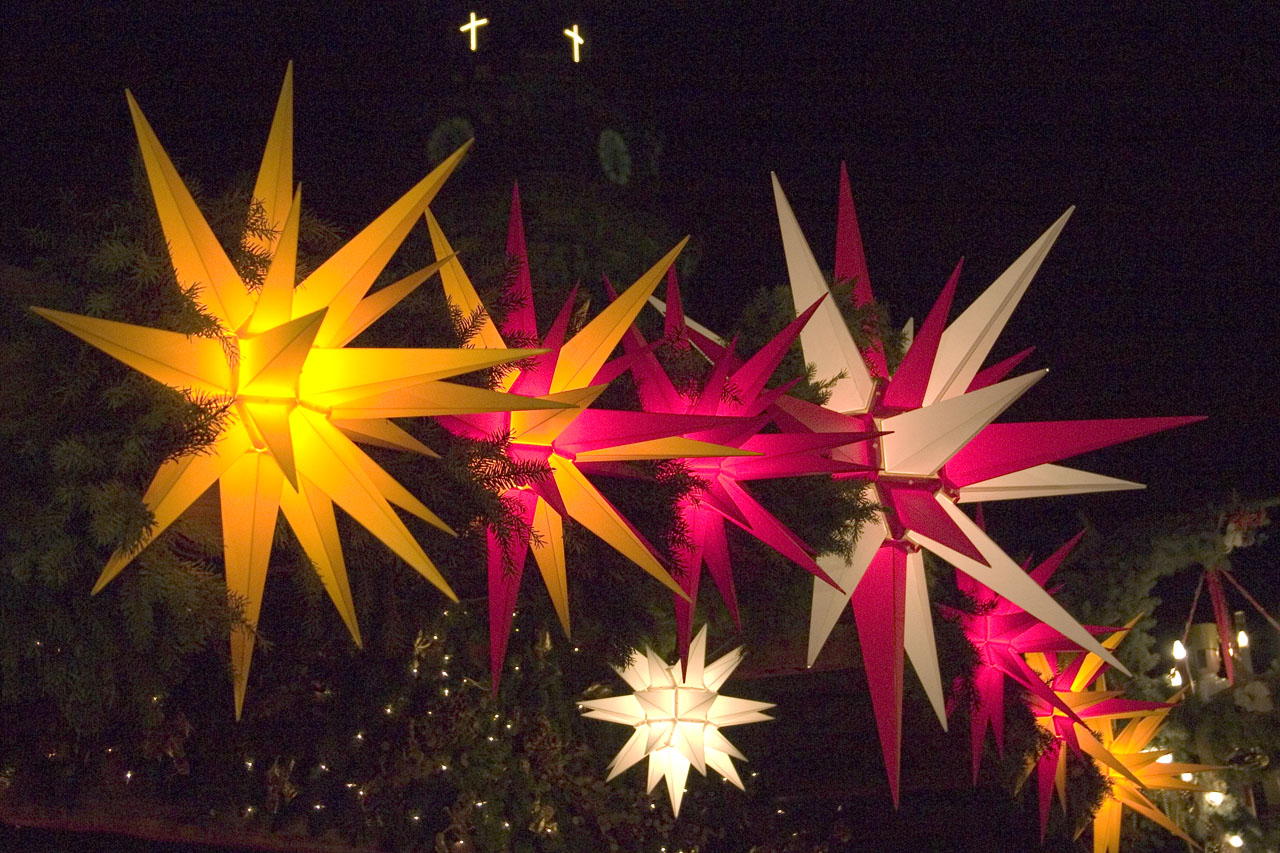
Herrnhutstjärnan var den första adventsstjärnan.

Adventsstjärna eller julstjärna är ett stjärnformat julpynt med elektrisk belysning, som hängs upp i fönster vid första advent. Den skall påminna om Betlehemsstjärnan. Seden kommer från Tyskland där den ursprungligen var en del i den herrnhutiska traditionen. Förutom i Tyskland är adventsstjärnan även vanlig i bland annat Sverige.

## Historia
Adventsstjärnan utvecklades i Herrnhut i Sachsen som en del av herrnhutismen som Herrnhutstjärnan. Det gjorde också att stjärnan spreds med missionärer. Bakgrunden till stjärnan går tillbaka till början av 1800-talet. 1821 firade internatet i Niesky 50 år och under firandet satte man upp en lysande stjärna. Senare började man hänga upp dem på de olika internaten i Niesky, Neuwied, Königsfeld im Schwarzwald och Kleinwelka i samband med första advent. Efterhand började man tillverka stjärnor som en del av det årliga julpysslet som internateleverna hade. I början av 1900-talet började så en fabriksmässig tillverkning.

## Adventsstjärnor i Finland
Nykarlebystjärnor anges vara en lokal österbottnisk sedvänja med mycket lokal förankring. De lär ha börjat användas under den första delen av 1800-talet och placerades då utomhus på stänger. Nykarlebystjärnan är en flerfärgad fem- eller sjuuddad stjärna.

## Adventsstjärnor i Sverige
Den första kända adventsstjärnan i Sverige kom till Västerås domkyrka 1894. Den stora stjärnan, som alltid varit elektrisk, är täckt med glasprismor och hissas upp i valvet ovanför högaltaret. Stjärnan tänds i en särskild ceremoni inför första advent.
De första moraviska, eller herrnhutiska stjärnorna, var klotformiga med taggar åt alla håll. Den moraviska stjärnan är mer känd som Herrnhutstjärna (Herrnhuter Stern) i Sverige. Julia Aurelius var den som tog Herrnhutstjärnan till Sverige. Hon hade rötterna i Herrnhut och efter sitt bröllop 1912 bosatte sig Julia och Sven Erik Aurelius i Lund och en herrnhutisk stjärna hängdes upp i hemmet och fler familjer började hänga upp denna typ av stjärnor. Ordet adventsstjärna användes första gången i Sverige 1923 och några år senare kom försäljningen igång.
Den röda adventsstjärnan i papp kom till Sverige år 1934 och under 1940-talet startade Hennes & Mauritzs grundare Erling Persson massproduktion av den sjuuddiga adventsstjärnan med namnet "Tindra Kristall". Under 1970-talet ansågs den vara för enkel och intresset för den minskade, men i början av 2000-talet har den åter fått ökat intresse och produceras i varianter med orientaliska motiv.
I Sverige brukar adventsstjärnan plockas ned på Tjugondag knut.